# بيتر وينجفيلد
بيتر وينجفيلد (بالإنجليزية: Peter Wingfield)‏ هو ممثل ويلزي وبريطاني، ولد في 5 سبتمبر 1962 بكارديف في المملكة المتحدة.

## أعمال

### أفلام
- (2003) إكس 2[4][5][6]
- (2004) المرأة القطة[7][8]

### مسلسلات
- هايلاندر

## وصلات خارجية
- بيتر وينجفيلد على موقع IMDb (الإنجليزية)
- بيتر وينجفيلد على موقع روتن توميتوز (الإنجليزية)
- بيتر وينجفيلد على موقع ألو سيني (الفرنسية)
- بيتر وينجفيلد على موقع ميوزك برينز (الإنجليزية)
- بيتر وينجفيلد على موقع أول موفي (الإنجليزية)
- بيتر وينجفيلد على موقع قاعدة بيانات الأفلام السويدية (السويدية)
- بيتر وينجفيلد على موقع إن إن دي بي (الإنجليزية)
- بيتر وينجفيلد على موقع قاعدة بيانات الفيلم (الإنجليزية)
- بيتر وينجفيلد على موقع كينوبويسك (الروسية)